# The Truth About Charlie
The Truth About Charlie è un film del 2002, diretto da Jonathan Demme, remake di Sciarada di Stanley Donen, con Audrey Hepburn e Cary Grant, un chiaro omaggio al François Truffaut di Tirate sul pianista.

## Trama
Regina torna a Parigi dopo una breve vacanza ai Caraibi con l'intenzione di divorziare dal marito Charlie. Scopre però che l'appartamento è stato svaligiato, il marito ucciso e che tutto il denaro depositato sui loro conti correnti è sparito. La polizia francese le mostra che suo marito aveva quattro diverse identità e che forse non era chi diceva di essere, ovvero un mercante d'arte internazionale che viaggiava molto per lavoro. La donna ritrova uno strano personaggio che aveva conosciuto durante la vacanza e insieme piano piano ricostruiscono il passato di Charlie, dovendo poi fronteggiare le stesse persone che minacciavano l'uomo. Ad interessarsi a Charlie sono in molti: la Polizia Giudiziaria francese, una organizzazione governativa USA ed un gruppo di personaggi con i quali sembra che Charlie avesse collaborato in passato. Tutti vogliono la stessa cosa: una enorme somma di denaro che Charlie avrebbe trafugato.

## Curiosità
- Nel film appaiono in vari cameo molti artisti francesi come la regista Agnès Varda, l'attrice Anna Karina, l'attrice Magali Noël e il cantante Charles Aznavour, tutti nel ruolo di loro stessi.